# Wat Tyler

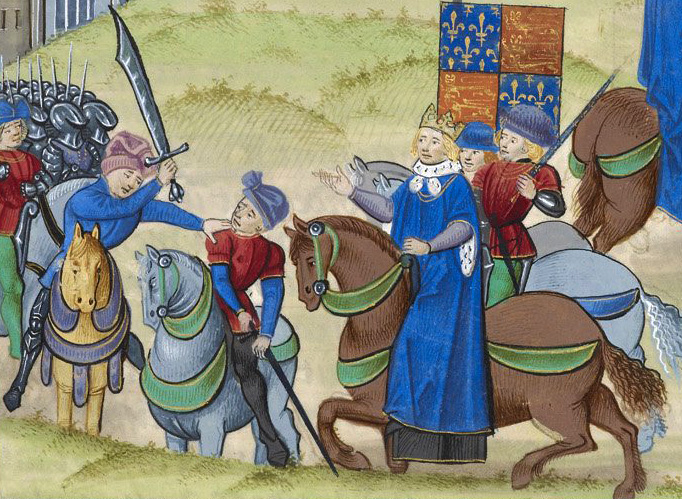
Śmierć Wata Tylera na miniaturze z końca XIV wieku

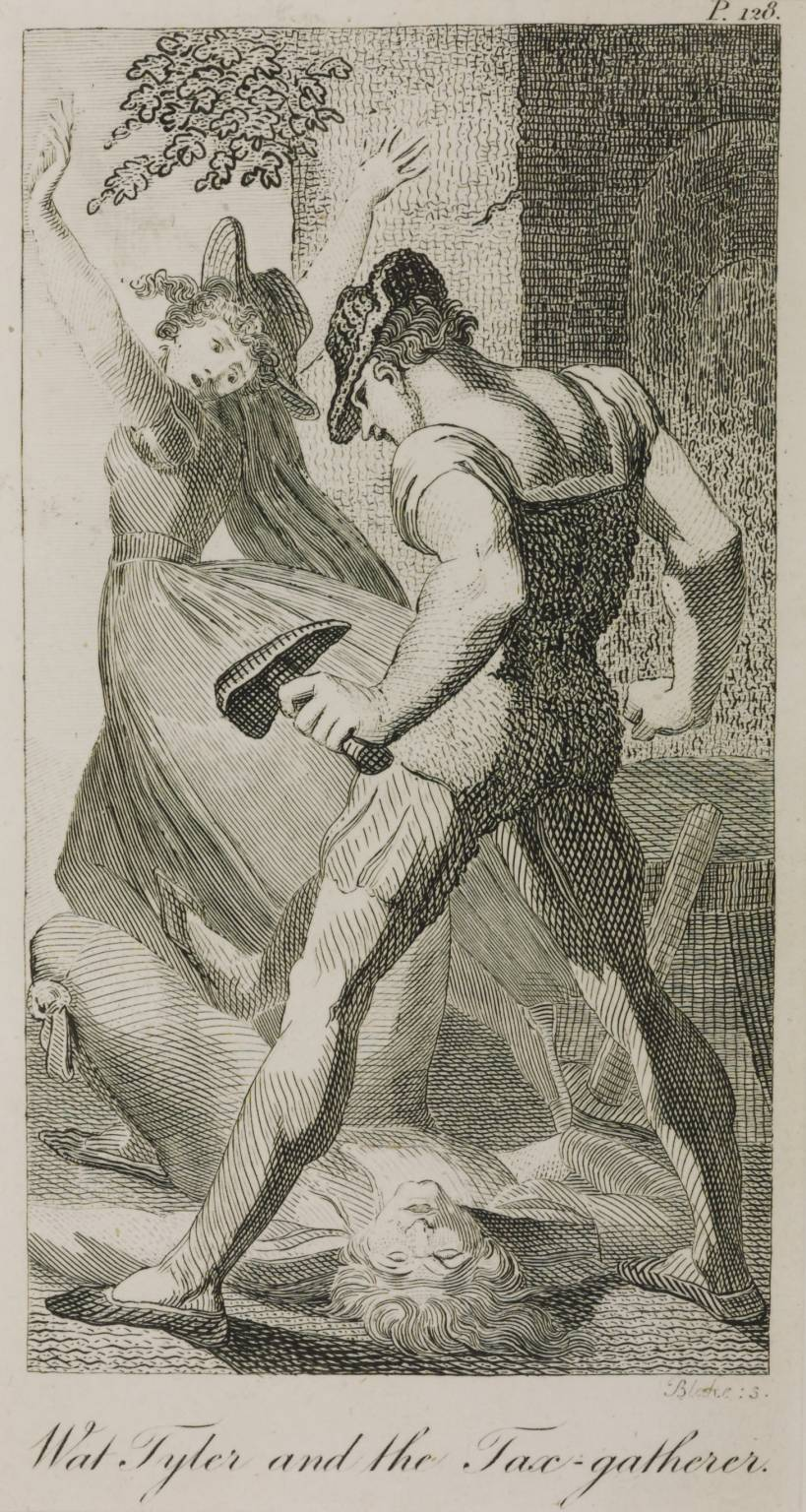
Wat Tyler na grawiurze Williama Blake’a wykonanej w 1797, a opublikowanej w 1798 (Tate Gallery)

Walter „Wat” Tyler (ur. 4 stycznia 1341, zm. 15 czerwca 1381) – angielski przywódca powstania ludowego dążącego do ustanowienia w Anglii jednoklasowego społeczeństwa – „Wielkiej Społeczności”.

## Życiorys
Zdolny dowódca i mówca. Miał walczyć we Francji. Nieprzychylni mu kronikarze opisują go jako „zręcznego człowieka o bystrym umyśle, lecz pozbawionego gracji” i „obdarzonego dużą inteligencją, którą należałoby wykorzystać w słusznej sprawie”. Przyłapanych na rabunku powstańców – swoich podkomendnych – zgodnie z ostrzeżeniem skazywał na śmierć. Powstańcy przysięgli przestrzegać tylko praw ustanowionych przez niego. Hasło powstania to stary dwuwiersz ludowy:
„When Adam delved, and Eve span

Who was then a gentleman?”

Gdy Ewa przędła, Adam rył [orał],

Kto wtedy jaśniepanem był?
7 czerwca 1381 wybrany na wodza rebeliantów w Kencie, stał się głównym przywódcą powstania ludowego, które wybuchło w maju 1381 i objęło głównie południowo-wschodnią i wschodnią Anglię. Bezpośrednim powodem powstania było nałożenie podatku pogłównego, ponowne obarczenie chłopów pańszczyzną i ustalenie płacy wyrobników na niskim poziomie. Głębszą przyczyną – trudności gospodarcze i napięcia społeczne (wyzysk i niewola chłopska), niezadowolenie z rządów baronów za małoletniości Ryszarda II i z kosztów wojny stuletniej, popularność radykalnych haseł społecznych głoszonych przez wędrownych kaznodziejów (jak John Ball) potępiających bogactwo Kościoła, nędzę ludu i rozpasanie panów.
Powstańcy pod wodzą Tylera zajęli Canterbury (10 czerwca), Londyn (13 czerwca) i Tower (14 czerwca), zabili m.in. kanclerza (arcybiskupa Canterbury) i skarbnika królewskiego. 14 czerwca Ryszard II udzielił żądanych przez część rebeliantów przywilejów (zniesienia poddaństwa, zmniejszenia obciążeń chłopskich). 15 czerwca Tyler zażądał z kolei m.in. konfiskaty dóbr kościelnych: „Majątek i dobra świętego Kościoła niechaj będą zabrane i rozdzielone według potrzeb ludu w każdej parafii po zaopatrzeniu znajdujących się na miejscu księży i mnichów, a wreszcie niechaj będzie więcej poddanych w Anglii, wszyscy niech będą wolni i jednego stanu”.
Podczas pertraktacji z Ryszardem II, Tyler został sprowokowany do obrony i zamordowany; doszło do bójki między Tylerem a burmistrzem Londynu (Lord Mayor) Williamem Walworthem, podczas której ten ostatni przebił Tylera mieczem. Pozbawieni przywódcy chłopi zostali prędko rozgromieni. W ciągu kilku tygodni powstanie krwawo stłumiono na prowincji; nadane przywileje (zniesienie poddaństwa i części podatków) odwołano.